# جيمس ميتشل
جيمس بول ميتشل (بالإنجليزية: James Paul Mitchell)‏ (ولد 12 نوفمبر 1900 - توفي 19 أكتوبر 1964) هو سياسي ورجل أعمال أمريكي من نيو جيرسي. ويطلق عليه لقب "الضمير الاجتماعي للحزب الجمهوري"، شغل منصب وزير العمل الأمريكي في الفترة من 1953 إلى 1961 خلال إدارة دوايت أيزنهاور. وكان ميتشل أحد المرشحين المحتملين للرئاسة عن الحزب الجمهوري، إلا أن نائب الرئيس وقتها ريتشارد نيكسون نال الترشيح واختار هنري كابوت لودج الابن بيرافقه في الانتخابات. ترشح ميتشل لانتخابات حاكم ولاية نيو جيرسي في عام 1961، لكنه خسر وتقاعد بعدها من السياسة.

## روابط خارجية
- جيمس ميتشل على موقع مونزينجر (الألمانية)
- جيمس ميتشل على موقع إن إن دي بي (الإنجليزية)